# Павлоградски район
Павлоградски район (на украински: Павлоградський район) е район на Днепропетровска област, Югоизточна и Централна Украйна. Центърът на района е град Павлоград. Населението на района е 173 300 души (2020). 

## История
На 18 юли 2020 г., като част от административната реформа на Украйна, броят на районите на Днепропетровска област е намален на седем, а територията на Павлоградски район е значително разширена. Един предишен район – Юриевски, както и Търновска община и град Павлоград, който преди това е град с областно значение извън района, са обединени в Павлоградски район.

## Подразделения
След реформата от 2020 г. районът се състои от 7 громади.